# 남아프리카의 프래킹
남아프리카에서의 괴수 추출은 대형 암반 내에 갇힌 천연가스를 추출하기 위해 고압 드릴링 기술을 사용하는 신흥 에너지 생산 전략이다. 2011년 4월에는 남아프리카 정부가 괴수 추출에 일시적으로 허가를 거부했지만, 정부 각 부서로 구성된 작업팀의 초기 조사 이후 2012년 9월에 허가가 다시 부여되었다. 그 이후 몇 개의 에너지 회사들이 탐사 허가를 받았다. 남아프리카에서의 괴수 추출은 경제 및 에너지 이점을 강조하는 지지자들과 환경에 부정적인 영향을 우려하는 반대 의견이 계속해서 논의되고 있는 문제이다.

## 역사

### 카루의 셰일

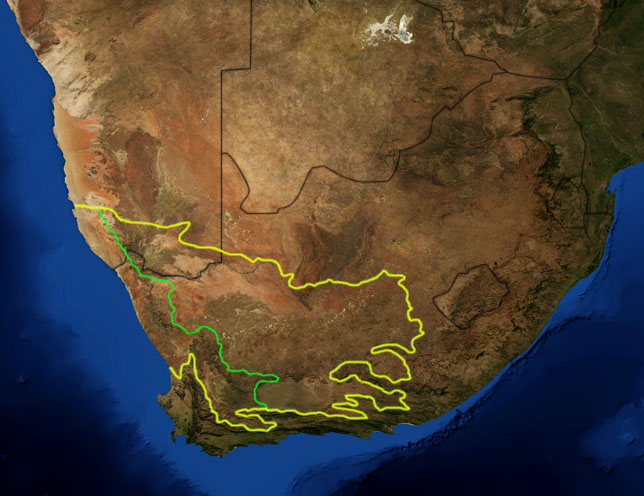
NASA의 위성 이미지에서 WWF 가 묘사한 두 Karoo 생태 지역의 지도. 노란색 선은 서쪽의 Succulent Karoo와 동쪽의 Nama Karoo를 구분하는 녹색 선과 함께 두 생태 지역을 둘러싼다.

카루(Karoo) 지역은 건조한 특징으로 알려져 있으며, 남아프리카에서 향후 유압 압력 파쇄 작업의 주요 대상 지역이다. "카루"라는 이름은 현지 언어로 "건조한"을 의미하는 용어에서 유래되었다. 이 지질학적 지역은 약 2억 7,500만년 전에 호수였으며, 유기성 진흙이 저산소 카루에서 점차 축적되면서 석탄 가스의 형성을 목격했다. 시간이 지남에 따라 압력이 증가함에 따라 진흙 내의 유기물은 점차 석유와 가스로 변형되어 규암암석에 가두어지게 되었다. 카루의 가스 보유량 평가는 다양한데, 에너지 정보청(Energy Information Administration, EIA)은 약 390조 큐빅 피트의 보유량을 추정하고 있다. 이러한 보유량은 확인되면 세계에서 8번째로 큰 보유량이 될 것이다. 그러나 이러한 추정은 예비 연구에 기반하고 있으며, 광범위한 탐사 프로그램을 통해 더욱 정밀하게 개선되어야 한다. 현재, 카루는 400,000 평방 킬로미터 이상에 걸쳐 있고 약 100만 명의 인구가 살고 있는 반사막이다. 카루는 두 지역으로 나뉜다: 젖은 작은 카루와 주로 사막인 그레이트 카루. 지형과 마을을 포함한 특정 배제 때문에 카루의 약 28%가 상업적 개발에 접근할 수 있는 것으로 추정된다. 카루 셰일 매장지의 독특한 점은 돌라이트 다이크가 표적 셰일에 침입하여 천연 가스에 접근하는 것을 훨씬 더 어렵고 불확실하게 만든다는 것이다.

### 정부 개입
1960년대 기름 회사들은 "가스를 함유한 지질 구조물"을 발견하여 Karoo 지역의 잠재력을 알아차렸지만, 당시 지하 심도와 기술적 한계로 인해 상업적 이익을 얻지 못했다. 2008년에 Bundu Oil and Gas가 Karoo 지역에서 최초의 에너지 탐사 신청을 제출했으나 승인되지 않았다. 이후 2011년에는 Royal Dutch Shell이 95,000 평방 킬로미터의 라이선스 권한을 요청하는 신청을 제출했다. 그러나 Karoo 지역의 시민단체, 환경 단체, 농부 및 토지 소유자들의 반대로 인해 2011년 4월에 정부가 수입하게 된 유압 괴철망에 대한 통행 금지 조치가 시행되었다. 결과적으로 Royal Dutch Shell은 2018년 4월에 신청을 철회했다. South Africa의 대통령 사무실에 소속된 Collins Chabane 장관이 유압 괴철망의 잠재적 비용과 이익을 평가하기 위해 태스크 팀을 구성한 후, 2012년 9월에 통행 금지 조치가 해제되었다. https://www.afriforum.co.za/shell-retreating-aggressive-fracking-plans-south-africa/2013년 10월, 남아프리카 공화국 내각은 수력 괴사에 관한 초안 규정을 발표하여 열렬한 논쟁을 일으켰다. 광물자원 장관 수잔 샤방구는 2014년 2월에 특정 지역을 대상으로 모라토리움을 2년간 연장하는 제안을 했으며, 2011년 초기 모라토리움 이전에 제출된 신청에는 영향을 미치지 않았다. 게다가, 최종 규정이 발표되기 전까지 수력 괴사는 2014년 5월 7일 정부 선거 이전에 발표될 때까지 금지되었다. 2014년 3월 23일에 발표된 한 뉴스 보도에 따르면, 남아프리카 공화국에서의 수력 괴사에 대한 최종 규정이 2014년 4월 중순에 발표될 예정이었다.
2014년 3월에 새로운 국가법이 제정되어 국가가 광업 사업에 대한 전체 소유권을 가질 수 있게 되었으며, 초기 계획인 20% 지분에서 크게 벗어나는 변화였다. 이러한 국가 통제 변화로 인해 Enron 사건과 유사한 사업 부정행위 우려가 제기되고 있다. 정당과는 무관하게, 탐사 단계는 약 2년이 소요될 것으로 예상된다. 탐사 결과가 유망하다면 환경 영향을 평가하고 상업용 괴수 채굴이 진행될 수 있다. 그러나 실질적인 결과를 보려면 최대 10년이 소요될 수 있다.

## 수압 파쇄 공정
협회된 셀멘트로 케이싱이 고정된 상태에서 수직 드릴링이 사용되어 깊이 있는 보관층을 관통하여 셰일에 갇힌 천연가스에 접근한다. 수평 드릴링은 생산 영역에 접근하기 위해 시작된다.

## 경제적 영향
남아프리카에서 유압 분쇄 기술을 지지하는 주요 주장 중 하나는 이 기술이 국가에 상당한 경제적 이익을 가져다 줄 수 있다는 점이다. 국가적으로 약 25%에 달하는 실업률과 그 중 상당수가 카루 지역에 거주하는 실업자들이 있는 만큼, 해당 지역에서 유압 분쇄 기술을 허용하는 것은 취업 창출에 대한 큰 동기가 될 수 있다. 그러나 유의해야 할 점은 실업자들의 대다수가 유압 분쇄와 관련된 기술적 드릴링 작업을 위한 필요한 기술을 갖추고 있지 않다는 것이다.
남아프리카는 발전용 전력의 약 90%를 석탄으로 생산하는 데에 크게 의존하고 있다. 이러한 의존은 지속 가능하지 않다고 여겨지며, 석탄으로 생산되는 전력조차도 인구의 10% 이상이 전기를 이용할 수 없는 상황을 낳고 있다. 추출된다면 석탄의 국내 사용 또는 추출에 대체되지 않을 것으로 예상되는 만큼, 현지 가스는 추가적인 화석 연료로 이용될 것이다.
남아프리카는 원유 수요의 약 70%를 해외 수입에 의존하고 있다. 남아프리카에서의 주요 전력 생산업체인 에스콤 홀딩스는 전력 수요의 증가에 대한 중대한 어려움을 겪고 있다. 이로 인해 중요한 제조 및 광업 분야에는 롤링 블랙아웃이 발생하였다.
최근 연구에 따르면, 남아프리카는 20년 동안 매 5년마다 4,800 메가와트의 전력 생성 능력을 추가로 확보해야만 증가하는 에너지 수요에 대응할 수 있을 것으로 예상된다.
남아프리카가 천천히 유압 분쇄 기술을 도입하는 동안, 미국의 석유 회사인 안다르코(Anadarko)는 모잠비크 해상에서 매우 큰 자연 가스 잠재력을 갖춘 발견을 하였다. 이는 모잠비크에서의 생산을 촉진할 수 있는 매우 큰 자연 가스 보유량으로, 이는 남아프리카와의 경쟁상대가 될 수 있다. 남아프리카는 이미 모잠비크와 관련이 있는데, 국내 석유 회사인 사솔(Sasol)이 모잠비크의 가스 광역에서 작동하는 터빈 개발에 참여하고 있다.
유압 분쇄의 경제적 이익은 잠재적으로 엄청날 수 있다고 주장된다. 남아프리카에서 시스템 가스 탐사를 위해 신청한 회사 중 하나인 쉘(Shell)이 주문하고 지불한 논란의 여지가 있는 연구에 따르면, 카루 지역의 추정치 중 1/10만을 유압 분쇄로 개발하면 매년 2000억 란드의 수익과 70만 개의 일자리를 창출할 수 있다고 한다. 일부 사람들은 유압 분쇄를 더 지속 가능한 에너지 솔루션으로 설명하며, 이는 온실 가스 배출에 따른 비용을 피할 수 있다. 남아프리카는 세계적으로 가장 "심각한 가해자" 중 하나로 여겨지는 온실 가스 배출을 2020년까지 34%로 줄이기로 한 남아프리카의 약속을 이행하고자 하는 지지자들이 열망하고 있다.

## 논쟁
남아프리카에서 유압 분쇄에 대한 반대로 인해 정부는 2011년에 유압 분쇄에 대한 정지령을 발효시켰다. 정지령이 해제된 이후에도 반대는 계속되었다. 이로 인해 어떤 규제가 도입될지, 누가 이를 시행할지, 그리고 어떻게 시행될지에 대한 지속적인 논의가 이루어지고 있다. 그러나 많은 반대자들은 카루에서 철저히 현지 탐사를 중단시키기 위해 계속 싸워오고 있다.

### 경제적 문제
남아프리카에서 유압 분쇄 기술에 반대하는 일부 사람들은 그것이 가져다줄 경제적 이익에 대해 의문을 제기하고 있다. 그들은 유압 분쇄 작업에 필요한 모래와 물 등 필요한 자원을 펌핑, 정화 및 확보하는 복잡한 과정이 상당한 비용을 초래하여 이 벤처를 수익성이 없게 만든다고 주장한다. 또한, 예비 평가에 대한 저장량, 경제적 이점 및 취업 창출에 대한 추정치에 대해서도 회의적인 입장을 취하고 있다. 초기 EIA에 따르면 카루 지역은 485조 평방피트의 천연가스 보유량을 갖고 있다고 추정되었지만, 남아프리카 석유기관의 개정된 추정치에 따르면 이 수치는 약 40조 평방피트로 상당히 낮아졌다. 그러나 Shell이 의뢰한 연구는 이 감소한 추정치에도 불구하고 잠재적인 수익이 남아프리카의 GDP의 9.6%에 해당할 것이라 주장하고 있다.
카루 지역의 농부들은 유압 분쇄와 관련된 개발이 농업 활동의 가동성을 해칠 우려가 있으며, 그들이 활동하는 소중한 자연 경관을 파괴할 수 있다고 우려하고 있다. 게다가 유압 분쇄를 위해 Shell이 원하는 지역에 계획된 근거리 천체관측소와 유압 분쇄 권리 사이에 갈등이 있다. 이 천체관측소는 약 18.7억 달러의 큰 투자를 나타내며, 산업 활동으로부터 멀리 떨어진 곳에 위치해야만 효과적으로 작동할 수 있다.

### 환경적인 우려
유압 분쇄에 대한 주요 환경적 우려는 추출 과정과 관련되어 있다. 가스를 얻기 위해 고압으로 물과 화학 물질이 샤크를 파괴하기 위해 주입된다. 유압 분쇄에 반대하는 사람들은 지하 수원지로의 화학 물질 유출이 가능성 있으며, 이는 면적이 넓은 지역에 장기간 영향을 미칠 수 있다는 점에서 우려한다. 게다가 이미 한정된 수도 공급 가능성을 고려할 때, 방사성 입자에 의한 지하수 오염 역시 우려된다.
유압 분쇄 지지자들은 잘 규제된 환경과 비상 사태 대응 프로토콜을 통해 환경적 재해를 예방할 수 있다고 주장한다. 미국에서는 유출이 약 1% 미만의 우물에서만 보고되었다고 지지자들은 강조한다. 또한, 유압 분쇄 도중 추가 케이싱 사용으로 유출을 방지하고, 지역 수도 공급에 해를 줄 수 있는 환경 친화적인 화학 물질 개발을 강조한다. 마지막으로, 유압 분쇄로 추출되는 샤크 주머니는 보통 지하수 관용에 사용되는 수층보다 더 깊이 위치해 있어 오염 가능성이 적다는 것을 주장한다.

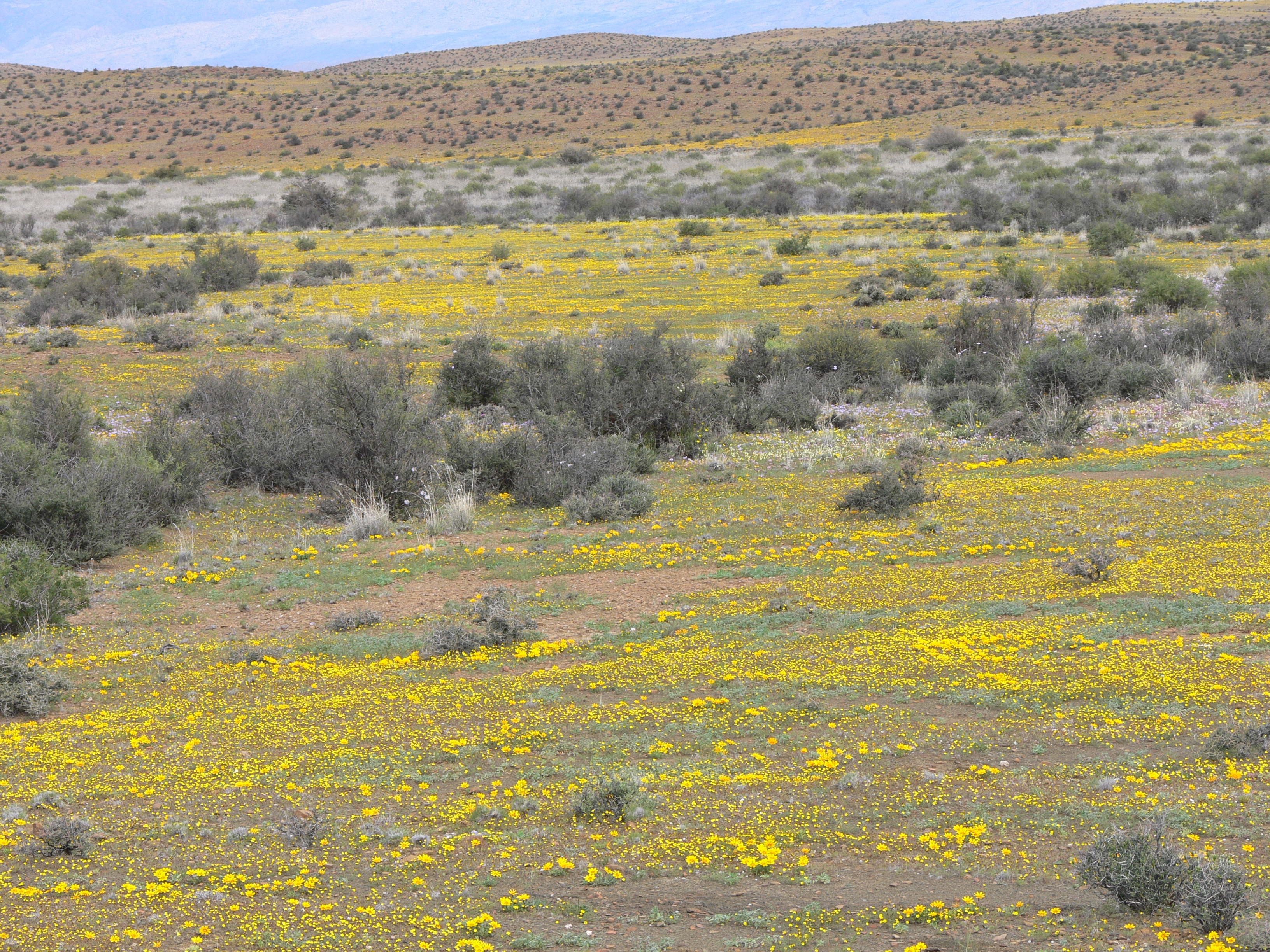
꽃이 만발한 Karoo 환경.

여러 가지 문제점들이 유압 분쇄 작업에 필요한 물 사용량과 관련하여 제기되었다. 처음 24개의 시추 구멍만을 위해 5700만 갤런의 물이 필요할 것으로 추정되고 있다. 그러나 낮은 강수량과 높은 증발율로 인해 남아프리카는 전 세계에서 30번째로 가장 물이 적은 나라로 분류되며, 특히 카루 지역의 반사마귀 환경을 고려할 때, 이는 유압 분쇄에 대한 반대자들에게 특히 우려스러운 문제이다. 식수, 세척 및 관개를 위해 일부 마을들은 제한된 수의 우물에 의존하고 있어 물 부족에 특히 취약하다.
일부 예측에 따르면, 남아프리카는 2025년까지 물 부족 문제에 직면할 수 있으며, 이미 2005년에는 사용 가능한 청정수의 95%가 할당되어 있다. 유압 분쇄의 지지자들은 지역적으로 과잉의 물을 보유하고 있는 지역에서 물을 운반하여 지역 공급량 고갈을 피하려는 방안을 제안하고 있다. 또한 해수를 정화하거나 오렌지 강에서 물을 공급받는 것과 같은 다른 전략도 있지만, 이러한 선택지에는 한계가 있다. 물 운반은 기존 인프라에 부담을 주며, 해수 정화는 상당한 비용이 발생한다.
유지가능성에 대한 주장에 대해 회의적인 시각을 표명하는 사람들도 있다. 천연가스는 석탄과 비교해 더 깨끗한 연소를 한다고는 하지만, 추출 과정에서 메탄이 대기로 방출될 위험이 여전히 존재하며, 이는 이산화탄소보다 환경에 더 큰 영향을 미친다. 반대자들은 남아프리카에는 천연가스 추출을 위한 충분한 인프라가 부족하다고 주장하며, 이로 인해 천연가스가 주로 수출되고 국내에서는 여전히 석탄이 주요 에너지원으로 사용될 가능성이 크다고 주장한다.
한편, 지지자들은 유압 분쇄를 재생에너지원 개발을 향한 과도기적 단계로 보고 있다. 그들은 이를 통해 석탄과 석유 소비에 대한 의존도를 낮출 수 있다고 믿는다. 그러나 반대자들은 이 접근 방식이 천연가스 가격을 낮추고 이로 인해 이산화탄소 배출을 감소시킬 수는 있지만, 낮아진 천연가스 가격으로 인해 재생에너지 분야로의 투자가 감소할 수 있다고 반박한다.
유압 분쇄에 대한 반대자들이 제기한 환경에 대한 우려 사항에는 주변 도로 시스템에 대한 트럭 교통량이나 손상이 지역 자치 단체에 큰 재정적 비용을 발생시킬 수 있는 영향이 포함된다. 특히 이미 민감한 환경에서 티끌로 된 도로에서 토양 침식을 악화시킬 수 있다. 유압 분쇄는 또한 Karoo에서 이루어지는 육류 및 작물 생산을 불안정화시켜 지역적인 식량 안보를 위협할 수 있으며, 이 지역은 남아프리카에서 가장 가난한 사람들에게 식량을 공급한다. 마지막으로, Karoo에서 발견되는 식물 중 40%가 이 지역에만 특별한 종이 있는데, 유압 분쇄가 이 지역의 생물 다양성을 위협할 수 있다는 우려가 있다.

### 문화적 관심
카루 지역에 유압 분쇄 기술 도입의 가능성은 그 반대자들 사이에서 문화적 전통의 보존에 대한 우려를 일으킨다. 현지인들의 생활 방식은 지하수의 가용성과 밀접한 관련이 있기 때문이다. Witwatersrand 대학의 음악인류학자인 마리 요리츠마 박사는 카루 지역 주민과 그들의 환경 사이의 깊은 유대관계를 강조하며, 특히 교회 모임을 통해 음악으로 표현된다고 말한다. 요리츠마는 Kroonvale을 분석함에 있어 유압 분쇄가 현지의 수자원 공급을 방해할 수 있다며, 이는 경제 활동의 불안정화와 중요한 문화적 전통의 포기로 이어질 수 있다고 주장한다.
점진적인 변화는 일반적으로 지역사회에서 관리 가능하지만, 유압 분쇄와 관련된 갑작스러운 및 돌이킬 수 없는 변화는 적응에 큰 도전을 제시할 수 있다. 요리츠마는 이로 인해 "정적이고 황량한 풍경과 매우 조용한 소리 풍경"이 되는 것을 우려하고 있다.